# Mini World (album)
Mini World là album phòng thu của ca sĩ người Pháp Indila. Nó được phát hành vào ngày 24 tháng 2 năm 2014 bởi Capitol Music France.

## Bối cảnh sáng tác
Album được sản xuất bởi Skalp, người mà đã từng sản xuất các bài hát mà Indila góp mặt. Album được phát hành vào ngày 24 tháng 2 năm 2014 và ngay khi được phát hành, nó đã đứng đầu trên bảng xếp hạng iTunes của Pháp.

## Danh sách bài hát
Tất cả các bài hát được viết bởi Adila Sedraïa và sản xuất bởi Skalp.
| Mini World – Phiên bản tiêu chuẩn | Mini World – Phiên bản tiêu chuẩn | Mini World – Phiên bản tiêu chuẩn |
| STT                               | Nhan đề                           | Thời lượng                        |
| --------------------------------- | --------------------------------- | --------------------------------- |
| 1.                                | "Dernière danse"                  | 3:33                              |
| 2.                                | "Tourner dans le vide"            | 4:06                              |
| 3.                                | "Love Story"                      | 5:16                              |
| 4.                                | "S.O.S."                          | 4:32                              |
| 5.                                | "Comme un bateau"                 | 4:55                              |
| 6.                                | "Run Run"                         | 3:45                              |
| 7.                                | "Ego"                             | 4:16                              |
| 8.                                | "Boîte en argent"                 | 4:25                              |
| 9.                                | "Tu ne m'entends pas"             | 3:17                              |
| 10.                               | "Mini World"                      | 5:09                              |
| Tổng thời lượng:                  | Tổng thời lượng:                  | 43:17                             |

| Mini World – Bài hát Deluxe | Mini World – Bài hát Deluxe           | Mini World – Bài hát Deluxe |
| STT                         | Nhan đề                               | Thời lượng                  |
| --------------------------- | ------------------------------------- | --------------------------- |
| 11.                         | "Tourner dans le vide" (bản dàn nhạc) | 3:49                        |
| 12.                         | "Love Story" (bản dàn nhạc)           | 5:00                        |
| 13.                         | "S.O.S." (bản Acoustic)               | 4:00                        |

| Mini World – Bài hát phiên bản giới hạn | Mini World – Bài hát phiên bản giới hạn | Mini World – Bài hát phiên bản giới hạn |
| STT                                     | Nhan đề                                 | Thời lượng                              |
| --------------------------------------- | --------------------------------------- | --------------------------------------- |
| 11.                                     | "Ainsi bas la vida"                     | 3:36                                    |
| 12.                                     | "Feuille d'automne"                     | 4:01                                    |
| 13.                                     | "Tourner dans le vide" (bản dàn nhạc)   | 3:49                                    |
| 14.                                     | "Love Story" (bản dàn nhạc)             | 5:00                                    |
| 15.                                     | "S.O.S." (bản Acoustic)                 | 4:00                                    |

| Mini World – Bản giới hạn Bonus DVD | Mini World – Bản giới hạn Bonus DVD            | Mini World – Bản giới hạn Bonus DVD |
| STT                                 | Nhan đề                                        | Thời lượng                          |
| ----------------------------------- | ---------------------------------------------- | ----------------------------------- |
| 1.                                  | "Dernière danse" (W9 Home Concert)             |                                     |
| 2.                                  | "Love Story" (W9 Home Concert)                 |                                     |
| 3.                                  | "S.O.S." (W9 Home Concert)                     |                                     |
| 4.                                  | "Tourner Dans Le Vide" (W9 Home Concert)       |                                     |
| 5.                                  | "Run Run" (W9 Home Concert)                    |                                     |
| 6.                                  | "Dernière danse" (Orchestral Version à cordes) |                                     |
| 7.                                  | "Dernière danse" (Video)                       |                                     |
| 8.                                  | "Tourner dans le vide" (Video)                 |                                     |
| 9.                                  | "S.O.S." (Video)                               |                                     |
| 10.                                 | "Mini World" (Trailer)                         |                                     |

## Xếp hạng
| Xếp hạng (2014)                     | Hạng cao nhất |
| ----------------------------------- | ------------- |
| Album Bỉ (Ultratop Vlaanderen)      | 16            |
| Album Bỉ (Ultratop Wallonie)        | 1             |
| Album Hà Lan (Album Top 100)        | 73            |
| Album Pháp (SNEP)                   | 1             |
| Album Đức (Offizielle Top 100)      | 32            |
| Album Hy Lạp (IFPI)                 | 3             |
| Album Ba Lan (ZPAV)                 | 1             |
| Album Thụy Sĩ (Schweizer Hitparade) | 11            |
| World Albums Hoa Kỳ (Billboard)     | 11            |

| Xếp hạng (2014)                     | Hạng |
| ----------------------------------- | ---- |
| Album Bỉ (Ultratop Flanders)        | 43   |
| Album Bỉ (Ultratop Wallonia)        | 2    |
| Album Pháp (SNEP)                   | 3    |
| Album Ba Lan (ZPAV)                 | 1    |
| Album Thụy Sĩ (Schweizer Hitparade) | 32   |

| Xếp hạng (2015)     | Hạng |
| ------------------- | ---- |
| Album Pháp (SNEP)   | 34   |
| Album Ba Lan (ZPAV) | 7    |

## Chứng chỉ
| Quốc gia                                                                                             | Chứng nhận | Số đơn vị/doanh số chứng nhận |
| --- | ---------- | ----------------------------- |
| Bỉ (BEA)                                                                                             | Bạch kim   | 30.000*                       |
| Pháp (SNEP)                                                                                          | Kim cương  | 500.000*                      |
| Ba Lan (ZPAV)                                                                                        | Kim cương  | 100.000‡                      |
| Romania                                                                                              | Kim cương  | 650,000                       |
| * Chứng nhận dựa theo doanh số tiêu thụ. ‡ Chứng nhận dựa theo doanh số tiêu thụ và phát trực tuyến. |            |                               |

## Lịch sử phát hành
| Khu vực        | Ngày                | Định dạng   | Nhãn mác              |
| -------------- | ------------------- | ----------- | --------------------- |
| Thổ Nhĩ Kỳ     | 24 tháng 2 năm 2014 | CD tải nhạc | Capitol Universal     |
| Đức            | 28 tháng 2 năm 2014 | CD tải nhạc | Capitol Universal     |
| Vương quốc Anh | 28 tháng 3 năm 2014 | CD tải nhạc | Capitol Universal     |
| Ba Lan         | 20 tháng 5 năm 2014 | CD tải nhạc | Universal Music Group |